# Кадо, Жереми
Жереми Кадо (фр. Jérémy Cadot, р.7 ноября 1986) — французский фехтовальщик-рапирист, серебряный призёр Олимпийских игр 2016 года в командной рапире, чемпион Европы, призёр чемпионата мира.

## Биография
Родился в 1986 году в Лансе. Фехтованием занялся в 7 лет.
В 2007 году, после успеха на кубке мира, был включён в национальную сборную, однако в 2010 году, после того как проиграл схватку на чемпионате мира в первом же раунде, был из неё выведен. В 2013 году вновь вошёл в национальную сборную и завоевал бронзовую медаль чемпионата мира. В 2015 году стал чемпионом Европы. В 2017 году француз стал бронзовым призёром чемпионата Европы в личной рапире, а в командных соревнованиях выиграл золотую медаль. Но на чемпионате мира Жереми занял третье место в командном турнире.

## Награды и звания
30 ноября 2016 года было присвоено звание кавалера ордена «За заслуги».